# Kurt Dockx
Kurt Dockx (Turnhout, 2 oktober 1958) is een voormalig Belgisch wielrenner.
Kurt Dockx is de vader van wielrenner Gert Dockx.

## Overwinningen
1980
- 1e etappe, deel B Ronde van West-Vlaanderen
- 2e etappe, deel B Ronde van West-Vlaanderen
- Eindklassement Ronde van West-Vlaanderen

1981
- 5e etappe, deel A Ronde van de Kempen
- 4e etappe Ronde van West-Vlaanderen
- Circuit du Hainaut

1982
- Criterium van Kustpijl

## Resultaten in voornaamste wedstrijden
| Jaar | Kuurne-Brussel-Kuurne |
| ---- | --------------------- |
| 1982 | 10e                   |